# 興津和幸
興津 和幸（おきつ かずゆき、1980年3月8日 - ）は、日本の男性声優。
兵庫県三原郡西淡町出身。ケッケコーポレーション所属。

## 略歴

### 生い立ち
兵庫県の淡路島の三原郡西淡町（現：南あわじ市津井）出身。
小学5年生の時はテレビアニメ『魔神英雄伝ワタル』が好きだった。アニメ好きだった親戚から「ワタル（田中真弓）とヒミコ（林原めぐみ）がNHK教育テレビ『ともだちいっぱい』でサルの双子を演じている」という話を聞いて観て、職業としての声優を初めて知って声優を目指した。
そのうち『ミスター味っ子』が好きになって「料理人に俺はなる!」と思っており、小学6年生の時の夢は料理人で卒業文集にも書いていた。
中学時代以降、アニメを観たり、アニメ雑誌を読んでいるうちに、声優になる夢が復活していき、兵庫県立洲本高等学校に進学した頃には、第一歩として放送部に入るか演劇部に入るかで悩んでいた。ドラマ制作、アナウンス、朗読の練習もでき、オーディオ機材にも触れられるのが面白そうであり、先輩も可愛かったため、3年間放送部に所属。
NHK杯全国高校放送コンテストなどの大会にも出場しており、朗読部門でアーネスト・ヘミングウェイの『老人と海』を朗読し、兵庫県で1位を獲得した経験を持つ。高校3年生の時に第79回全国高等学校野球選手権大会の開会式の司会進行を務めた経験がある。
高校卒業後、声優・芝居の学校に行くより、放送学科なら親が納得してもらえそうで、後でつぶしもききそうであり、資料の隅っこにも「声優」の文字があったため、第一志望ではなかったが大阪芸術大学芸術学部放送学科・アナウンスコースに進学。同じ大学の先輩に庵野秀明がいる。
既に声優になりたい気持ちはあったが、芝居の勉強をしたことがなく高校時代に演劇部の友人に誘われ、舞台に立ったことがあるくらいだったため、大学で学生劇団に入団し、芝居ばかりしていた。
大学4年生の時に別の劇団に移り、大阪府にあった劇団には上京後も何度か参加していたが、その劇団は解散。同時に在学中は声優養成所の週末レッスンコースにも通っていた。

### キャリア
養成所のオーディションで事務所の所属が決まり、大学卒業後は上京して役者としての活動を始める。その事務所は解散。仕事はあまりなくその時も小劇場劇団で芝居を続けていた。
その後RME（ - 2006年10月）を経て、一時フリーで活動していた時期もあったが、ナレーション収録の現場で出会ったケッケコーポレーションのマネージャーに声を掛けてもらって2007年5月より所属。
22歳くらいの時にアニマルプラネットの動物ドキュメンタリーのボイスオーバーのシロクマの飼育員で声優デビュー。2007年、テレビアニメ『もえたん』でアニメデビュー。『デッド・ゾーン シーズン5』で外画吹き替えデビュー。
2008年、『鉄腕バーディー DECODE』で番組レギュラーとして出演、初めてオーディションから受けてもらった役である『とらドラ!』の能登久光役で初レギュラー。
『屍鬼』や『れでぃ×ばと!』でキャリアを積み、2012年にテレビアニメ『ジョジョの奇妙な冒険』で主人公のジョナサン・ジョースター役に抜擢される。原作の『ジョジョの奇妙な冒険』は知っている程度であり、先輩の家に遊びに行っていた時も3部を薦められたため、1部はオーディションの時まで読んだことがなかったという。オーディションでは2部の主人公のジョセフ・ジョースターも受けていた。

## 人物
役柄としては、眼鏡をかけたキャラクターが多い。
姉がいる。

### 趣味・嗜好
資格は境港妖怪検定初級、防火管理者甲種を所持。
趣味は妖怪・怪獣、神社仏閣巡り。特技はカレーライス作り。
自身のルーツというと、興津曰く、難しいが、本気で遡ると藤子不二雄が好きなため、『ドラえもん』といい、あとは妖怪も好きなため、水木しげるの『ゲゲゲの鬼太郎』を挙げている。
『ウルトラマン』と初代の『仮面ライダー』は観ており、『ゴジラシリーズ』は、『ゴジラVSビオランテ』から観始めていた。その後は『ゴジラVSモスラ』を観て、次の『ゴジラVSメカゴジラ』で「なんだ、子供向けじゃないか！」と思い、特撮を観るのを辞めていたが、『ガメラ』が「面白い」という評判を聞き、再び観始めていたという。ゴジラは初代の『ゴジラ』のほうが好きで、昭和ゴジラは上京してすぐくらいでアルバイトをしていた先にゴジラ好きの先輩がおり、「怪獣好きか？ ゴジラを1から貸してやる」と言われ、順番に観ていったという。『ウルトラマン』も『仮面ライダー』も『ゴジラ』も初代が好きであり、先輩たちと話をしていたところ、「俺たちの世代はなぁ、なぁ興津！」と一緒にされていたが、「いや、僕は若いんですけどね……」と言っていたという。
『ゴジラシリーズ』で一番好きなのは『キングコング対ゴジラ』で、昔は、申年生まれのため、サルが嫌いだったことから、子供の頃は『キングコング対ゴジラ』を観たことがなかった。初代の『ゴジラ』、『モスラ』のほうが面白いと思っていたが、怪獣の師匠に1から観せてもらったところ、『キングコング対ゴジラ』が結構面白かったという。
オバケ、妖怪、怪獣などよく正体のわからないものが好きで、敵のほうが好きだという。『仮面ライダー』の死神カメレオンの真似を練習していたが、「全然似てない」と言われてしまったという。また『仮面ライダー』自体も、『仮面ライダーV3』からは観なくなってしまったという。
2014年時点ではハナ肇とクレージーキャッツ、植木等の映画をCS放送の日本映画専門チャンネルを録画して観ている。昔は植木等の東宝映画『無責任男シリーズ』をオマージュした作品で、初めてビデオを買ったくらいテレビアニメ『無責任艦長タイラー』が好きだった。2014年時点では、クレイジーキャッツを観るようになり、1周回は「あれはこの人のことだったんだ」と繋がったという。
ほかに熱中していたアニメは高校2年生くらいに放送され、同じ大学の先輩の庵野秀明が監督を務めていた『新世紀エヴァンゲリオン』で毎週、録画し、高校の部室で観ていたという。スターチャイルド主催で、大阪府で『BLUE SEED』のイベントで『新世紀エヴァンゲリオン』の第1話が上映されており、それを観て、特撮オタクではないとわからないネタがたくさん入っており楽しいという。
高校3年生の時、放送部の全国大会に出場するために東京都に来ていたが、渋谷区の映画館まで行って劇場版『新世紀エヴァンゲリオン劇場版 Air/まごころを、君に』を観ていた。前作の『新世紀エヴァンゲリオン劇場版 シト新生』は観ておらず、前売り券付きのサントラは買っていたが、淡路島を出てまで観に行く体力はなかったという。
『ガンダムシリーズ』も大変で、SDガンダム、武者ガンダムが好きなため、『コミックボンボン』を買ったわけだった。久々にガンダムシリーズのアニメ映画『機動戦士ガンダムF91』が公開になると書いてあったが、松竹系の映画館は淡路島にはないわけで挫折していた。当時はビデオをレンタルしたかったが、親が許してくれないと会員証も作れなかった。高校生になり、レンタルビデオが自由に借りられるようになり、アニメ三昧できるようになったという。
SDガンダムの話は、寺島拓篤と「なんでそんなに知ってるんですか！」、「ガンドランダー、あったよね！」「ガンドランダー、懐かしい！」と結構盛り上がっている。年は寺島が少し下だが、SDガンダムの最新情報があると「興津さん、これ知ってますか？」と教えてくれるという。
好きな言葉は「えぇ！えぇ、えぇ!!」。

### 交友・対人関係
高橋伸也とはプライベートも付き合いがあり、上京したての時は同じ事務所であり、飲みに行き、2回ほど、2人でイベントをしたこともあるという。
川澄綾子とは『れでぃ×ばと!』、『ジョジョの奇妙な冒険』で興津が主人公、川澄がヒロイン役で共演しており、『れでぃ×ばと!』の時は、当時は原作が完結していなかったため、アニメでも決着がつかず、『ジョジョの奇妙な冒険』で共演できたことが少し嬉しかったという。

## 出演
太字はメインキャラクター。

### テレビアニメ
2007年
- 銀魂（2007年 - 2015年、攘夷志士、亀宮、末本末次郎、猿飛あやお） - 3シリーズ
- CLANNAD-クラナド-（男子生徒、親衛隊）
- 鉄子の旅（沿線の人々）
- NARUTO -ナルト- 疾風伝（2007年 - 2008年、暗部の男、火の寺の忍僧、換金所の管理人）
- 魔人探偵脳噛ネウロ（男B、取り巻きD）
- もえたん（射的の生徒）

2008年
- 黒執事（2008年 - 2025年、シエル父〈ヴィンセント・ファントムハイヴ〉、教祖） - 4シリーズ
- 地獄少女 三鼎（男教師）
- 鉄腕バーディー DECODE（2008年 - 2009年、舎弟、ライラ・ロゥ 他） - 2シリーズ
- 図書館戦争（横田、部下、刑事、政治評論家）
- とらドラ!（2008年 - 2009年、能登久光、通行人B）
- のだめカンタービレ（2008年 - 2010年、テオ、参加者A、ホルン奏者） - 2シリーズ
- 北斗の拳 ラオウ外伝 天の覇王（グマイ、リロン、村人、兵士、部下 他）
- モノクローム・ファクター（不良）
- ロザリオとバンパイア CAPU2（伊予の座敷童）

2009年
- アスラクライン（柱谷先生、ヤクザA）
- グイン・サーガ（ネス、カロイ族、モンゴール兵）
- 黒神 The Animation（ヘルマン）
- 獣の奏者エリン（チョク）
- チーズスイートホーム あたらしいおうち（猫2、100円ショップ店員、社員1）
- とある科学の超電磁砲（2009年 - 2010年、銀行強盗、アンチスキル隊員、タメゾウ）
- NEEDLESS（イヌイ、多田、アガトール）
- バスカッシュ!（街の男、BFA、男A、観客、man-z 他）
- はっけん たいけん だいすき!しまじろう
- 初恋限定。（男性客A）
- 花咲ける青少年（イズマル、ライナス、チャールズ、記者）
- メタルファイト ベイブレード（2009年 - 2010年、フェイスハンターズC、はぐれブレーダーC、係員B、ブレーダーA、ルイス 他） - 2シリーズ
- 遊☆戯☆王5D's（レオ）
- よくわかる現代魔法（カルル・クリストバルド、通行人A）

2010年
- 裏切りは僕の名前を知っている（後輩刑事、新人刑事）
- オオカミさんと七人の仲間たち（男子生徒A）
- おとめ妖怪 ざくろ（軍人、男）
- 会長はメイド様!（権田、宇津見遊大、男子A、こぅ（藪煌真）、剣道部員、男子A）
- 屍鬼（室井静信）
- 聖痕のクェイサー（藤臣弼）
- セキレイ〜Pure Engagement〜（日村容一）
- 閃光のナイトレイド（愛新覚羅溥儀 他）
- 戦国BASARA弐（赤川元保、織田兵、伊達兵、家臣）
- 探偵オペラ ミルキィホームズ（客B）
- デュラララ!!（バーテン、男子生徒）
- バクマン。（2010年 - 2013年、鈴木元、キム・ソンギュ、折原一力 他） - 3シリーズ
- 毎日かあさん（2010年 - 2011年、少年たち、たー兄ちゃん）
- マノン（ペドロ）
- 迷い猫オーバーラン!（兄、男子生徒B、男子生徒）
- もっとTo LOVEる -とらぶる-（賞金稼ぎA〈ティーガー〉）
- 四畳半神話大系（ウニ店主）
- れでぃ×ばと!（日野秋晴）

2011年
- あの日見た花の名前を僕達はまだ知らない。（男A、男子生徒、学生 他）
- カードファイト!! ヴァンガード（2011年 - 2014年、パンチのケン、ラウル・セラ） - 2シリーズ
- 快盗天使ツインエンジェル〜キュンキュン☆ときめきパラダイス!!〜（ピータン）
- 神様のメモ帳（寺岡智、組員C、手下B、組員B、男 他）
- クロスファイト ビーダマン（2011年 - 2012年、来堂オウガ）
- すすめ! オクトノーツ（シェリントン）
- セイクリッドセブン（金田、生徒1、クラス委員）
- TIGER & BUNNY（男性アナウンサー、男子生徒）
- 花咲くいろは（小松晴彦、サバゲーマーC、タクシーの運転手、司会、皐月の同僚 他）
- 緋弾のアリア（人工音声）
- BLEACH（隊員）
- ベン・トー（二階堂連、狼C、部員C、男子生徒）
- 放浪息子（男子生徒A）
- ラストエグザイル-銀翼のファム-（ルスキニア・ハーフェズ）
- レベルE（東尾）

2012年
- エリアの騎士（男子生徒A）
- ジョジョの奇妙な冒険（ジョナサン・ジョースター）
- 好きっていいなよ。（サラリーマン）
- SKET DANCE（垣内仁）
- TARI TARI（逃走犯）
- トータル・イクリプス（管制官）
- めだかボックス（日向一年生）
- 遊☆戯☆王ZEXAL II（神宮寺守）
- 輪廻のラグランジェ（バランス・T・モイド、浅見祐助） - 2シリーズ

2013年
- 蒼き鋼のアルペジオ -アルス・ノヴァ-（千早群像）
- イナズマイレブンGO ギャラクシー（2013年 - 2014年、ガンダレス・バラン）
- 宇宙兄弟（リック）
- クロスファイト ビーダマンeS（来堂オウガ）
- げんしけん 二代目（斑目晴信）
- 団地ともお（先輩）
- トレインヒーロー（サム）
- ふたりはミルキィホームズ（シオン）
- BROTHERS CONFLICT（朝日奈雅臣）
- Free!（陸上部顧問）
- 魔界王子 devils and realist（アーネスト・クロスビー）
- マギ（2013年 - 2014年、ビョルン、関鳴鳳） - 2シリーズ

2014年
- ウィッチクラフトワークス（深影恭一郎）
- オレカバトル（炎の戦士バーン〈黒炎の戦士バーン〉）
- 神々の悪戯（学）
- ガンダムさん（ガルマさん）
- ガンダムビルドファイターズトライ（2014年 - 2016年、サカイ・ミナト） - 1シリーズ + 特別編
- 四月は君の嘘（2014年 - 2015年、斎藤）
- 白銀の意思 アルジェヴォルン（オクイ・マサル）
- ブラック・ブレット（天童和光）
- 信長協奏曲（池田恒興）
- 棺姫のチャイカ AVENGING BATTLE（キリル・タトラ47）
- 魔弾の王と戦姫（ルーリック）
- みんな集まれ!ファルコム学園（2014年 - 2015年、ダルク・ファクト先生） - 2シリーズ
- 龍ヶ嬢七々々の埋蔵金（唯我一心）

2015年
- 青春×機関銃（緑永将）
- アルドノア・ゼロ（ヤーコイム） - 2025年に総集編『アルドノア・ゼロ（Re+）』劇場上映
- うわばきクック（カック）
- オーバーロード（ペテル・モーク）
- おくさまが生徒会長!（2015年 - 2016年、和泉隼斗） - 2シリーズ
- K RETURN OF KINGS（比水流）
- GATE 自衛隊 彼の地にて、斯く戦えり（2015年 - 2016年、菅原浩治） - 2シリーズ
- Go!プリンセスプリキュア（海藤わたる）
- Charlotte（友利一希）
- SHIROBAKO（2015年 - 2016年、舞茸、三村、作曲家マネージャー、百瀬〈回想〉、リッキー、中林）
- 新妹魔王の契約者（レオハルト） - 2シリーズ
- スタミュ（2015年 - 2019年、戌峰誠士郎） - 3シリーズ
- 聖剣使いの禁呪詠唱（側近）
- ダンジョンに出会いを求めるのは間違っているだろうか（2015年 - 2023年、カシマ・桜花） - 5シリーズ
- 監獄学園（アンドレ〈安堂麗治〉）
- 名探偵コナン（2015年 - 2025年、彦根一真、伴野貞悟、団野大、大川英明）
- ローリング☆ガールズ（シドウ）

2016年
- アイカツスターズ!（2016年 - 2018年、美羽玉五郎） - 2シリーズ
- 蒼の彼方のフォーリズム（真藤一成）
- アクティヴレイド -機動強襲室第八係- 2nd（浅沼）
- OZMAFIA!!（キリエ、カカシ）
- orange（萩田朔）
- 怪盗ジョーカー（アリババ）
- 機動戦士ガンダムUC RE:0096（ガロム・ゴルガ、砲術科員）
- くまみこ（雨宿良夫）
- 田中くんはいつもけだるげ（志村）
- 刀剣乱舞-花丸-（2016年 - 2018年、蜂須賀虎徹） - 2シリーズ
- ネトゲの嫁は女の子じゃないと思った?（LON / ショーコ）
- はんだくん（川藤鷹生）
- B-PROJECT シリーズ（2016年 - 2023年、大黒篤志） - 3シリーズ
- ブブキ・ブランキ（石蕗秋人） - 2シリーズ
- フリップフラッパーズ（TT-392）
- ベルセルク（2016年 - 2017年、セルピコ） - 2シリーズ
- リルリルフェアリル（2016年 - 2018年、カナリヤ先生、シリウス、三太、サンタ） - 3シリーズ
- Lostorage incited WIXOSS（鳴海勝）
- WWW.WORKING!!（田坂）

2017年
- AKIBA'S TRIP -THE ANIMATION-（新倉マスト）
- 風夏（那智一矢）
- MARGINAL#4 KISSから創造るBig Bang（綾小路秀麿）
- TRICKSTER -江戸川乱歩「少年探偵団」より-（ひでちゃん）
- リトルウィッチアカデミア（フランク）
- ACCA13区監察課（ニーノ父）
- ID-0（イド）
- サクラクエスト（一志）
- カブキブ!（鷹取屋）
- まけるな!!あくのぐんだん!（寿司屋の店員）
- ナイツ&マジック（ディートリヒ・クーニッツ）
- 将国のアルタイル（コンスタンティノス）
- 戦刻ナイトブラッド（柿崎景家）
- 大正メビウスライン ちっちゃいさん（千家伊織）
- 食戟のソーマ 餐ノ皿（2017年 - 2018年、相田ショーン）
- モンスターハンター ストーリーズ RIDE ON（マッド）
- キノの旅 -the Beautiful World- the Animated Series（相棒）

2018年
- アイドリッシュセブン（2018年 - 2023年、大神万理） - 3シリーズ
- 一人之下 羅天大醮篇/全性篇（王也）
- りゅうおうのおしごと!（生石充）
- デスマーチからはじまる異世界狂想曲（バーキンツ）
- ソードアート・オンライン オルタナティブ ガンゲイル・オンライン（2018年 - 2024年、エム / 阿僧祇豪志） - 2シリーズ
- ニル・アドミラリの天秤（猿子基史、上板星人）
- ポケットモンスター サン&ムーン（2018年 - 2019年、ウル）
- デビルズライン（朝海洋祐）
- 奴隷区 The Animation（世田谷ツバキ）
- 覇穹 封神演義（趙公明）
- ラストピリオド -終わりなき螺旋の物語-（精霊王）
- Back Street Girls -ゴクドルズ-（杉原和彦）
- プラネット・ウィズ（羊谷葉介）
- ハイスコアガール（2018年 - 2019年、宮尾光太郎、金玉侍） - 2シリーズ
- はたらく細胞（スギ花粉）
- おしりたんてい（かぎづめのシロ）
- キラッとプリ☆チャン（2018年 - 2020年、ミッキー二階堂）
- 風が強く吹いている（2018年 - 2019年、岩倉雪彦〈ユキ〉）
- 寄宿学校のジュリエット（ケット・シィ、生徒、男子生徒）
- ユリシーズ ジャンヌ・ダルクと錬金の騎士（ベドフォード公）
- ベルゼブブ嬢のお気に召すまま。（モレク）
- RErideD-刻越えのデリダ-（シュミット・マイヤー）
- やがて君になる（市ヶ谷知雪）
- ラディアン（2018年 - 2019年、ニック）
- イナズマイレブン オリオンの刻印（アレク・アクバー）
- アニ×パラ〜あなたのヒーローは誰ですか〜（日村雄馬）

2019年
- FAIRY TAIL（ゴッドセレナ）
- 転生したらスライムだった件（オルトス）
- Fairy gone フェアリーゴーン（ジョナサン・パスピエール）
- 文豪ストレイドッグス（サムネイル）
- フルーツバスケット（2019年 - 2021年、草摩はとり） - 3シリーズ
- さらざんまい（タカ）
- 女子高生の無駄づかい（佐渡正敬）
- 魔王様、リトライ!（ビンゴ）
- 炎炎ノ消防隊（2019年 - 2025年、カリム・フラム） - 3シリーズ
- バビロン（半田有吉）
- アイカツオンパレード!（美羽玉五郎）
- けだまのゴンじろー（司会）
- 僕のヒーローアカデミア（2019年 - 2024年、ファットガム） - 3シリーズ

2020年
- number24（イーサン・テイラー）
- プランダラ（ダビ）
- 異種族レビュアーズ（レギュラーモブDT）
- あひるの空（小西学）
- ゾイドワイルド ZERO（ジェイク・ラモン）
- ソマリと森の神様（ハライソ）
- うちタマ?! 〜うちのタマ知りませんか?〜（ブルのお父さん）
- 神之塔 -Tower of God-（エヴァン・エドロック）
- 富豪刑事 Balance:UNLIMITED（ヒュスク）
- ミュークルドリーミー（2020年 - 2022年、青井先生、プチトマトDX、誰か） - 2シリーズ
- 天晴爛漫!（セス・リッチ・カーター）
- ノー・ガンズ・ライフ（ヴィクター・シュタインベルグ）
- ハクション大魔王2020（新久保プロデューサー）
- シャドウバース（2020年 - 2024年、九鬼ズオウ） - 2シリーズ
- ハイキュー!! TO THE TOP（大将優）
- 禍つヴァールハイト -ZUERST-（コンラッド・ウィズダム）
- 神様になった日（八咫烏朗）
- 半妖の夜叉姫（金禍）

2021年
- 蜘蛛ですが、なにか?（ハイリンス・クオート）
- SSSS.DYNAZENON（夢芽のパパ） - 2023年に劇場総集編公開
- カードファイト!! ヴァンガード overDress（チャラ男）
- デュエル・マスターズ キング シリーズ（ジェンドル） - 2シリーズ
- ひげを剃る。そして女子高生を拾う。（吉田）
- 異世界魔王と召喚少女の奴隷魔術Ω（ゲイバルト）
- 幼なじみが絶対に負けないラブコメ（探偵）
- 究極進化したフルダイブRPGが現実よりもクソゲーだったら（アモス）
- NIGHT HEAD 2041（曽根崎道夫）
- 現実主義勇者の王国再建記（2021年 - 2022年、ハクヤ・クオンミン） - 2シリーズ
- MUTEKING THE Dancing HERO（ヴィヴィ）
- 真の仲間じゃないと勇者のパーティーを追い出されたので、辺境でスローライフすることにしました（2021年 - 2024年、シサンダン / ビュウイ） - 2シリーズ
- 86-エイティシックス-（2021年 - 2022年、ヴィレム・エーレンフリート） - 2シリーズ
- マブラヴ オルタネイティヴ（沙霧尚哉）
- 見える子ちゃん（サトル）
- 無職転生 〜異世界行ったら本気だす〜（2021年 - 2024年、ルーク・ノトス・グレイラット） - 3シリーズ

2022年
- CUE!（望月エイジ）
- 永遠の831（亜川芹）
- 失格紋の最強賢者（魔族）
- 恋は世界征服のあとで（王子野隼人〈ブルージェラート〉）
- ワッチャプリマジ!（陽比野道人）
- 社畜さんは幼女幽霊に癒されたい。（ヤクザの若頭補佐）
- アオアシ（義経健太）
- 魔法使い黎明期（ラウル）
- 森のくまさん、冬眠中。（ノワ）
- 継母の連れ子が元カノだった（伊理戸峰秋）
- 金装のヴェルメイユ〜崖っぷち魔術師は最強の厄災と魔法世界を突き進む〜（シンオウジ・リューガ）
- 連盟空軍航空魔法音楽隊ルミナスウィッチーズ（サーニャの父）
- 新テニスの王子様 U-17 WORLD CUP（2022年 - 2024年、アレキサンダー・アマデウス） - 2シリーズ
- 黒の召喚士（ネルラス）
- 不滅のあなたへ（2022年 - 2023年、サンデル）
- クールドジ男子（2022年 - 2023年、四季爽太）
- 悪役令嬢なのでラスボスを飼ってみました（ケーニヒ）
- うる星やつら (2022)（2022年 - 2024年、カラス天狗） - 2シリーズ
- 忍の一時（IBORO）
- ブルーロック（2022年 - 2024年、剣城斬鉄） - 2シリーズ
- 新米錬金術師の店舗経営（ヨク・バール）
- BLEACH 千年血戦篇（死神）
- デジモンゴーストゲーム（オクタモン）

2023年
- 冰剣の魔術師が世界を統べる（エリオット＝アークライト）
- Buddy Daddies（速水敦史）
- 人間不信の冒険者たちが世界を救うようです（ベロッキオ）
- 陰の実力者になりたくて!（ゴルドー・キンメッキ） - 2シリーズ
- もういっぽん!（南雲一心）
- TRIGUN STAMPEDE
- シュガーアップル・フェアリーテイル（エリオット・コリンズ） - 2シリーズ
- トニカクカワイイ（鬼丸銀河）
- 魔法少女マジカルデストロイヤーズ（ニック）
- 異世界でチート能力を手にした俺は、現実世界をも無双する〜レベルアップは人生を変えた〜（黒沢）
- デッドマウント・デスプレイ（裏井） - 2シリーズ
- 神無き世界のカミサマ活動（皇帝）
- Dr.STONE（2023年 - 2025年、モズ） - 3シリーズ
- 七つの魔剣が支配する（ルーサー＝ガーランド）
- ホリミヤ -piece-（中峰一也）
- Lv1魔王とワンルーム勇者（ウィル）
- ダークギャザリング（長山、町田響）
- AIの遺電子（結城）
- ライアー・ライアー（倉橋御門）
- もののがたり（凩）
- 魔法使いの嫁 SEASON2（イサク）
- 川越ボーイズ・シング（2023年 - 2024年、響春男）
- キャプテン翼シーズン2 ジュニアユース編（2023年 - 2024年、ジノ・ヘルナンデス）
- SPY×FAMILY（情報屋）
- オーバーテイク!（菊池祐志）
- 経験済みなキミと、経験ゼロなオレが、お付き合いする話。（白河健）

2024年
- メタリックルージュ（エデン・ヴァロック）
- 明治撃剣-1874-（藤田五郎）
- め組の大吾 救国のオレンジ（放火犯の男）
- 終末トレインどこへいく?（善治郎）
- 刀剣乱舞 廻 -虚伝 燃ゆる本能寺-（蜂須賀虎徹）
- 夜のクラゲは泳げない（水族館のおじさん、山ノ内章太郎）
- ザ・ファブル（佐藤明）
- 夜桜さんちの大作戦（夜桜辛三）
- じいさんばあさん若返る（斎藤義明）
- 花野井くんと恋の病（黒江之紘）
- ただいま、おかえり（松尾秀人）
- 【推しの子】（みたのりお）
- キミと僕の最後の戦場、あるいは世界が始まる聖戦 Season II（ガルガンリィ）
- 魔導具師ダリヤはうつむかない（イレネオ・オルランド）
- 異世界失格（トオル）
- 魔王軍最強の魔術師は人間だった（ヴァルテル）
- 歴史に残る悪女になるぞ（ウィリアムズ・アーノルド）
- 2.5次元の誘惑（盛親）
- 合コンに行ったら女がいなかった話
- さようなら竜生、こんにちは人生（アリスター）

2025年
- ハニーレモンソーダ（石森堅実）
- Sランクモンスターの《ベヒーモス》だけど、猫と間違われてエルフ娘の騎士として暮らしてます（ベリル）
- サラリーマンが異世界に行ったら四天王になった話（ズモ）
- SAKAMOTO DAYS（鹿島） - 2シリーズ
- 俺だけレベルアップな件 Season 2 -Arise from the Shadow-（坂東修輔）
- 機動戦士Gundam GQuuuuuuX（カムラン・ブルーム） - 2025年に劇場先行版が公開
- 男女の友情は成立する?（いや、しないっ!!）（笹木先生）
- 真・侍伝 YAIBA（バッドガイ）
- 完璧すぎて可愛げがないと婚約破棄された聖女は隣国に売られる（フェルナンド・ジルトニア）
- WIND BREAKER Season 2（中村幹路）
- ネクロノミ子のコズミックホラーショウ（ハスター）
- ウィッチウォッチ（淵亮平）
- 傷だらけ聖女より報復をこめて（シジー・ルビン）
- 特装合体ロボ ジョブレイバー（乗務員ジョブロイド TRAVIS）
- ニャイト・オブ・ザ・リビングキャット（ケイスケ）
- ホテル・インヒューマンズ（ロイ・マードック）

時期未定
- 父は英雄、母は精霊、娘の私は転生者。（ロヴェル）

### 劇場アニメ
2000年代
- 劇場版 NARUTO -ナルト- 疾風伝 絆（2008年、空忍）
- チョコレート・アンダーグラウンド（2009年、隊員）

2010年代
- 劇場版 銀魂 新訳紅桜篇（2010年）
- 魔法少女リリカルなのは The MOVIE 1st（2010年、武装局員A）
- セイクリッドセブン 銀月の翼（2012年、金田）
- 劇場版 あの日見た花の名前を僕達はまだ知らない。（2013年、男子高校生A）
- 劇場版 K MISSING KINGS / K SEVEN STORIES Episode3（2014年 - 2018年、比水流） - 2作品
- トレインヒーロー（2014年、サム）
- 劇場版 蒼き鋼のアルペジオ -アルス・ノヴァ- DC / Cadenza（2015年、千早群像） - 2作品
- orange -未来-（2016年、萩田朔）
- 劇場版アイカツスターズ!（2016年、美羽玉五郎）
- ラストエグザイル-銀翼のファム- Over The Wishes（2016年、ルスキニア・ハーフェズ）
- ひるね姫 〜知らないワタシの物語〜（2017年）
- ノーゲーム・ノーライフ ゼロ（2017年、アレイ）
- 劇場版シティーハンター 〈新宿プライベート・アイズ〉（2019年、酒井純一）

2020年代
- 囀る鳥は羽ばたかない The clouds gather（2020年、七原祐輔）
- 劇場版 SHIROBAKO（2020年、舞茸しめじ、タケル、中林渉）
- ジョゼと虎と魚たち（2020年、松浦隼人）
- シン・エヴァンゲリオン劇場版𝄇（2021年）
- プリンセス・プリンシパル Crown Handler（2021年 - 2023年、リチャード） - 2作品
- アイの歌声を聴かせて（2021年、ゴッちゃん）
- 劇場版ハイキュー!! ゴミ捨て場の決戦（2024年、大将優）
- 劇場版ブルーロック -EPISODE 凪-（2024年、剣城斬鉄）

### OVA
2009年
- 黒執事（シエル・ファントムハイヴ〈大人〉）
- 灼眼のシャナS（男子高校生A）

2010年
- 機動戦士ガンダムUC（ガロム・ゴルガ）
- こえでおしごと!（男子）
- ひよ恋（淳平） - 夏ドキッ★りぼんっ子パーティー55上映作品

2011年
- 最遊記外伝

2012年
- 華ヤカ哉、我ガ一族 キネトグラフ（九十九院紀夫）
- 輪廻のラグランジェ（モイド） - 2シリーズ

2013年
- げんしけん 二代目の六（斑目晴信） - コミックス第15巻DVD付き特装版
- 参乗合体 トランスフォーマーGo!（ケンザン）
- れすきゅーME!（松下） - コミックス第3巻オリジナルアニメBlu-ray付き予約限定版

2016年
- おくさまが生徒会長!（和泉隼斗） - コミックス第9巻DVD付き特装版
- 監獄学園（アンドレ〈安堂麗治〉） - コミックス第20巻BD付き特装版
- スタミュ（2016年 - 2018年、戌峰誠士郎）

2019年
- ハイスコアガール（宮尾光太郎、金玉侍）

2020年
- ハイキュー!! 陸 VS 空（大将優）

### Webアニメ
2010年代
- ムーンレイカーズ（2014年、武石タイシ）
- モンストアニメ（2017年、スイハンジャー）
- ガンダムビルドファイターズ バトローグ（2017年、サカイ・ミナト）
- A.I.C.O. Incarnation（2018年、堀歩、警備員）
- ソードガイ The Animation（2018年、一雲）
- ちちぶでぶちち（2018年、羊山藻音）
- 7SEEDS（2019年 - 2020年、茨木真亜久） - 2シリーズ
- ファイトリーグ ギア・ガジェット・ジェネレーターズ（2019年、エイリアスの紳士）

2020年代
- 虫籠のカガステル（2020年、ジン）
- ガンダムビルドダイバーズRe:RISE（2020年、ミスターMS）
- 幼女社長（2021年、太リーマン / 犬リーマン）
- 天空侵犯（2021年、怒りの仮面、セーター仮面）
- 極主夫道（2021年 - 2023年、雅） - 2シリーズ
- ミコノート 第"0"話 -前日譚-（2022年、ドクター・J）
- 風都探偵（2022年、サブ / ロード・ドーパント）
- 腐男子召喚〜異世界で神獣にハメられました〜（2022年、桜庭遥 / ハル）
- 七つの大罪 怨嗟のエジンバラ（2022年 - 2023年、プリースト）
- トミカヒーローズ ジョブレイバー 特装合体ロボ（2023年、ナレーション、管制官）
- トニカクカワイイ 女子高編（2023年、鬼丸銀河）
- 転生したらスライムだった件 コリウスの夢（2023年、カール）
- 鬼武者（2023年、海全）
- GREAT PRETENDER razbliuto（2024年、林）
- T・Pぼん（2024年、通り魔）
- 『BLUE PROTOCOL』 Side Story（2024年、ジェイク）

### ゲーム
2007年
- アポカリプス〜ディザイアネクスト〜
- ウィル・オ・ウィスプ（ジル）
- 高レート裏麻雀列伝 むこうぶち 御無礼、終了ですね
- さくらさくら -HARU URARA-（野口多紀）

2008年
- ウィル・オ・ウィスプ 〜イースターの奇跡〜（ジル）
- カヌチ 白き翼の章（セツマ・アシル）
- スゴロクロニクル -右手に剣を左手にサイコロを-

2009年
- ウィル・オ・ウィスプ DS（ジル）
- ウィル・オ・ウィスプ ポータブル（ジル）
- カヌチ 黒き翼の章（セツマ・アシル）
- サンデーVSマガジン 集結!頂上大決戦
- デス・コネクション（メディシス）
- とらドラ・ポータブル!（能登久光）
- 北斗の拳 ラオウ外伝 天の覇王（アミバ）
- NARUTO -ナルト- 疾風伝 ナルティメットアクセル3（白医）
- メタルファイト ベイブレード ガチンコスタジアム（大地カケル）

2010年
- S.Y.K 〜蓮咲伝〜（斉天大聖）
- デザート・キングダム（ドン・フィッチェ）
- 華ヤカ哉、我ガ一族（九十九院紀夫）

2011年
- S.Y.K 〜蓮咲伝〜 Portable（斉天大聖）
- テイルズランド（ナルシスキャラクター）
- デス・コネクション ポータブル（メディシス）
- とある科学の超電磁砲（西東颯太）
- 華鬼 〜恋い初める刻 永久の印〜（士都麻光晴）
- Black Robinia（雪村アイネ）

2012年
- クロヒョウ2 龍が如く 阿修羅編（田中一郎）
- 源狼 GENROH（後白河法皇）
- Confidential Money 〜300日で3000万ドル稼ぐ方法〜（チャールズ）
- タイムトラベラーズ（中山雅人）
- 華鬼 〜夢のつづき〜（士都麻光晴）
- BROTHERS CONFLICT PASSION PINK（朝日奈雅臣）

2013年
- アルカディアスの戦姫（ディーチェ）
- イケメンまみれ（赤城一徳）
- OZMAFIA!!（キリエ）
- X・A・O・C 〜ザオック〜（漠奔族・痩男）
- CONCEPTIONII 七星の導きとマズルの悪夢
- ジョジョの奇妙な冒険シリーズ（2013年 - 2022年、ジョナサン・ジョースター） - 4作品
- SNOW BOUND LAND（アルフレッド）
- デザート・キングダム ポータブル（ドン・フィッチェ）
- BROTHERS CONFLICT BRILLIANT BLUE（朝日奈雅臣）
- Princess Arthur（ケイ）
- 百年戦記 ユーロ・ヒストリア

2014年
- あやかしごはん（芹ヶ野真夏）
- Vinculum Hearts 〜アイリス魔法学園〜（キース＝ナイト）
- 機動戦士ガンダム外伝 ミッシングリンク（セベロ・オズワルド）
- CV 〜キャスティングボイス〜（成宮隼）
- クロノスタシア（マリリン）
- 下天の華 夢灯り（黒田官兵衛）
- コアマスターズ（ウェイン）
- 声カレ〜放課後キミに会いに行く〜（桜庭新）
- ジェイスターズ ビクトリーバーサス（ジョナサン・ジョースター）
- 戦場の円舞曲（メフィスト）
- 大正メビウスライン PORTABLE（千家伊織）
- ハマトラ Look at Smoking World（ドラゴン）
- ミスティアージュ〜恋する君とさがしもの〜（エルネスト）
- 私のホストちゃんS（土師斗真）
- 魔女っ子少年マジカルピース（深青勇魚 / マギ・ビショップ）
- プリズンプリンス〜逃げて隠れて恋をして〜（滝本陽介）

2015年
- アイドリッシュセブン（大神万理）
- アサシン クリード シンジケート（フレデリック・アバーライン）
- OZMAFIA!! -vivace-（キリエ）
- クイズRPG 魔法使いと黒猫のウィズ（イザーク・セラフィム、イアデル・セラフィム）
- 喧嘩番長6 〜ソウル&ブラッド〜（朝比奈大吾）
- The Order:1886（ラファイエット侯爵）
- Spiral Memoria〜私と出逢う夏〜（湯川数馬）
- 東京陰陽師 〜天現寺橋怜の場合〜 V Edition（四谷）
- 刀剣乱舞-ONLINE-（蜂須賀虎徹）
- 22のキスの意味（須賀崎玖斗）
- ヴァリアントナイツ（キラ＝ハートランド）
- ヴァルプルガの詩（牛尾）
- プリンス・オブ・ストライド（高原耕一）
- 夢王国と眠れる100人の王子様（リカ）
- ラングリッサー リインカーネーション -転生-（オウトクラト4世）
- レンドフルール（レオン）

2016年
- アイカツ! フォトonステージ!!（美羽玉五郎）
- 蒼の彼方のフォーリズム（真藤一成）
- 赤い砂堕ちる月（翔侠）
- 茜さすセカイでキミと詠う（明智光秀）
- 英国探偵ミステリア The Crown（マイクロフトJr.）
- SDガンダム GGENERATION GENESIS（セベロ・オズワルド）
- エンドライド -X fragments-（グレムリン）
- オーバーウォッチ（ルシオ）
- グランブルーファンタジー（2016年 - 2023年、サビルバラ、ルポポ）
- 数乱digit（陸平崇樹）
- ソードアート・オンライン -ホロウ・リアリゼーション-（ジェネシス）
- ダウト〜嘘つきオトコは誰?〜（片桐桂馬）
- 討鬼伝2（神無）
- ニル・アドミラリの天秤 帝都幻惑綺譚（猿子基史）
- 薔薇に隠されしヴェリテ（フェルゼン伯爵）
- Fate/EXTELLA（2016年 - 2018年、アルキメデス） - 2作品
- ベルセルク無双（セルピコ、闇の獣）
- ドランゴンハンターCOOP
- World of Warships（千早群像）

2017年
- 無双☆スターズ（志貴）
- 白と黒のアリス（ジャック）
- ダンジョンに出会いを求めるのは間違っているだろうか 〜メモリア・フレーゼ〜（カシマ・桜花）
- Shadowverse（呼び覚まされし禁忌）
- 君と霧のラビリンス（蓮見湊）
- さんぽけ〜三国志大戦ぽけっと〜（アルキメデス）
- 空蝉の廻（相良泰臣）
- 三国恋戦記 魁（本初）
- 旋光の輪舞2（セオ・トヴェイト、ルカ・ヴェルフェル）
- ニル・アドミラリの天秤 クロユリ炎陽譚（猿子基史）
- 蝶々事件ラブソディック（周防静）

2018年
- ORDINAL STRATA -オーディナル ストラータ（サティ）
- エフェメラル -FANTASY ON DARK-（レイ）
- D×2 真・女神転生 リベレーション（鶴龍ジャボ）
- ソードアート・オンライン フェイタル・バレット（エム）※DLC追加キャラクター
- グリムノーツ Repage（ルイス・キャロル）
- ファイアーエムブレム ヒーローズ（アレス、ネサラ）
- 神凪ノ杜 妖狐奇譚（市丸）
- 真紅の焔 真田忍法帳（霧隠才蔵）
- オンエア!（見明佐和）
- Marvel's Spider-Man（スパイダーマン / ピーター・パーカー）
- Cendrillon palikA（綸燈＝ウェステリア）
- 白と黒のアリス -Twilight line-（ジャック）

2019年
- 白猫プロジェクト（ガルガ・ドラグ）
- はじまりの島 淡路島日本遺産RPG（イザナギ）
- ダンキラ!!! - Boys, be DANCING! -（紅アゲハ）
- 蛇香のライラ 〜Allure of MUSK〜（鱗皇驪）
- 幻奏喫茶アンシャンテ（エピロギ）
- 時の歌-終焉なきソナタ-（叶遅）
- ブラッドステインド:リチュアル・オブ・ザ・ナイト（ヨハネス）
- SDガンダム GGENERATION CROSSRAYS（ヴォルコ・ウォーレン）

2020年
- ラストピリオド -終わりなき螺旋の物語-（精霊王）
- 仁王2（浅井長政）
- 僕のヒーローアカデミア One's Justice 2（ファットガム）
- Moon & Star 〜イケメンタレントとマネージャーの物語〜（藍澤恭介）
- オランピアソワレ（月黄泉）
- The Last of Us Part II（ジョーダン）
- エリオスライジングヒーローズ（シン）
- キャプテン翼 RISE OF NEW CHAMPIONS（ジノ・ヘルナンデス）
- ロストアーク（ラハルト）
- ピオフィオーレの晩鐘 -Episodio1926-（謎の男）
- テイルズ オブ ザ レイズ（2020年 - 2023年、バルド / バルド・ミストルテン）
- シャドウバース チャンピオンズバトル（九鬼ズオウ）
- Marvel's Spider-Man: Miles Morales（スパイダーマン / ピーター・パーカー）
- Lost Kiss 〜カレと運命の恋愛〜（秋月朋弥）
- Haunted Obachestra Vol.1 Awaking（ファー）
- りゅうおうのおしごと!（生石充）

2021年
- シャイニングニキ（秦衣）
- ジャックジャンヌ（ダンテ軍平）
- 戦国無双5（上杉謙信）
- スペードの国のアリス 〜Wonderful White World〜（ジョーカー）
- ブレイブ フロンティア レゾナ（イ・シェド）
- B-PROJECT 流星*ファンタジア（大黒篤志）
- コードギアス Genesic Re;CODE（2021年 - 2022年、クラウス・レストレード）
- 終遠のヴィルシュ -ErroR:salvation-（アンクゥ）
- Gate of Nightmares（オリストール）
- ラングリッサー モバイル（オウトクラト4世）
- セブンナイツ2（アデル）
- 僕のヒーローアカデミア ULTRA IMPACT（ファットガム）

2022年
- ミコノート はれときどきけがれ（ドクターJ）
- Haunted Obachestra Vol.2 Bianke（ファー）
- 聖剣伝説 ECHOES of MANA（シャドウナイト）
- ソウルハッカーズ2（ゼノン）
- オーバーウォッチ2（ルシオ）
- 機動戦士ガンダム 鉄血のオルフェンズG（ヴォルコ・ウォーレン）
- パズル&ドラゴンズ（ジョナサン・ジョースター）

2023年
- 共闘ことばRPG コトダマン（剣城斬鉄）
- BLUE PROTOCOL（ジェイク）
- スペードの国のアリス 〜Wonderful Black World〜（ジョーカー）
- 終遠のヴィルシュ -EpiC:lycoris-（アンクゥ）
- Marvel's Spider-Man 2（ピーター・パーカー / スパイダーマン）
- コードギアス 反逆のルルーシュ ロストストーリーズ（クラウス・ウォリック）
- モンスターストライク（2023年 - 2024年、ゴルドー・キンメッキ、夜桜辛三）

2024年
- ブレイクマイケース（須王芦佳）
- トラブル・マギア 〜訳アリ少女は未来を勝ち取るために異国の魔法学校へ留学します〜（シオン・カルド）
- 英雄伝説 界の軌跡 -Farewell, O Zemuria-（ケビン・グラハム）
- ロマンシング サガ2 リベンジオブザセブン（セイメイ、ヴィクトール、吟遊詩人）
- FAIRY TAIL 2（ゴッドセレナ）

2025年
- BYAKKO ～四神部隊炎恋記～（秋月栄次郎）
- 魔女と亡霊のヴォロンテ（オリヴィエ・パケ）

### ドラマCD
- あいむ総理ぃ I’m Sorry ドラマCD vol.1「総理が異世界転生!?」（ロコ・モーティブ[323]）
- 蒼き鋼のアルペジオ -アルス・ノヴァ- スペシャルCDドラマ メンタルモデルも電気羊の夢を見るのではないか？（2014年、千早群像） - 『ヤングキングアワーズ』2014年2月号付録
  - 蒼き鋼のアルペジオ 第24巻ドラマCD付き特装版（2022年）[324]
- Re:バカは世界を救えるか?（藤堂凪）
- ウィル・オ・ウィスプ ドラマCD 〜クリスマスの軌跡〜（ジル）
- S.Y.K 〜新説西遊記〜 ドラマCD 〜曼珠沙華の夢はなびら、塵となり〜（斉天大聖）
- 大奥「有功&家光」編（2017年、有功[325]） - 単行本第15巻ドラマCD付き特装版
- おくさまが生徒会長!（和泉隼斗[326]） - コミックス3巻・4巻限定版付属CD
- オーディオシネマ サンカクな部屋[327]（拓海礼央[328]） ※DL販売のみ
- 踊る星降るレネシクル（司会[329]） - 6巻特装版付属CD
- 俺様ティーチャー ドラマCD第2弾（綾部麗人） - 『花とゆめ』2012年19号付録
- 会長はメイド様!
- 恋わずらいのエリー ドラマCD ＃妄想ツイートは恋のはじまり（汐田澄[330]）
- コーヒー&バニラ（深見宏斗） - 『Cheese!』2017年8月号・2018年6月号・2020年8月号・2021年6月号付録
- 彩雲国物語 恋愛指南争奪戦!（武官）
- 空色パンデミック（慎）
- 高嶺と花（才原高嶺）
  - 『花とゆめ』2015年19号付録（2015年）
  - 単行本第13巻ドラマCD付き限定版（2019年）
- 田中くんはいつもけだるげ ドラマCD 第1巻（志村[331]）
- DIG-ROCK シリーズ（鮫島颯斗）
- テイルズ オブ ヴェスペリア ドラマCD Vol.3
- とらドラ! Drama CD Vol.1・2（能登久光）
- 華鬼 〜恋い初める刻 永久の印〜 シリーズ（士都麻光晴）
  - 華鬼 〜恋い初める刻 永久の印〜 ドラマCD 「神無のホストクラブ体験記」
  - 華鬼 〜恋い初める刻 永久の印〜 ドラマCD 「スノウガーデン」
- にゃんにゃんプレリュード・にゃんにゃんセレナーデ（しゅーちゃん[332]） - 『クズの本懐』BD・DVD特典
- ふたりじめ 戦国夫婦物語（煕子[333]）
- BROTHERS CONFLICT シリーズ（朝日奈雅臣）
  - BROTHERS CONFLICT キャラクターCD（2）with 昴&雅臣
  - BROTHERS CONFLICT ドラマCD 存在の不確かな神サマだから
  - BROTHERS CONFLICT 兄弟(ぼく)らのにちじょう
  - BROTHERS CONFLICT ドラマCD 13bro.MTG
  - BROTHERS CONFLICT キャラクターCD 2ndシリーズ（2）with 雅臣&侑介
  - BROTHERS CONFLICT RARETRACK
- 猫と私の金曜日（芹沢未亜） - マーガレット2014年9号付録
- MANSHIN荘シークレットサービス シリーズ（四通信虎[334]）
  - MANSHIN荘シークレットサービス Karte.1
  - MANSHIN荘シークレットサービス アンソロジー
  - MANSHIN荘シークレットサービス 恐怖！ 廃病院に突入せよ！
  - MANSHIN荘シークレットサービス 〜スクール×スクランブル！ 星ノ森学園に潜入せよ！〜
- メイドが教える魔王学! ドラマCD「魔王とメイドの秘宝探検」（赤柳エリト[335]）
- メタルスレイダーグローリー
- やさしい竜の殺し方外伝（盗賊）
- ライアー×ライアー（中津[336]） - コミックス4巻特装版付属CD
- 0能者ミナト（九条湊） - 文庫第9巻ドラマCD付特装版
- れでぃ×ばと!（日野秋晴）
- 信長協奏曲（池田恒興） - 単行本第11巻 ドラマCD付き特別版

### BLCD
2006年
- カテドラルな恋（ロドリゲス、同僚）
  - カテドラルな束縛（駅員）

2008年
- 素直になれ!（寮生）
- 言葉なんていらない（江藤）
- ロッセリーニ家の息子 捕獲者（フロント）
- 愛なんて食えるかよ（手塚）

2009年
- BITTER 〜彼の密やかな接吻〜（マネージャー）
- P.B.B. 2（2009年 ‐ 2011年、サトル）
  - P.B.B. 3

- 情動のメタモルフォーゼ 〜くされ縁の法則5〜（梶原）
  - 蒼眸のインパルス 〜くされ縁の法則6〜（井川、校医）

- リピート・アフター・ミー?（ジャネット・ローズ）

2010年
- きみがいるなら世界の果てでも（通行人）
- きみが恋に溺れる2（本店社員）
- 妄想カタログ（車内アナウンス）
- 隣りの（男）
- 恋は思案のほか（筧）
- 相思喪曖 二重螺旋4（男子生徒）
- 恋ひめやも（同級生B）

2011年
- 愛想尽かし（藤澤会の組員）
- 恋愛年齢（圭太）
- 千 〜長夜の契〜（原田辰芳） - 小説花丸 春の号2011付録CD
- あなたのためならどこまでも（先輩刑事）
- SUPER LOVERS 2（2011年 ‐ 2012年、黒崎十全）
  - SUPER LOVERS 3

- クリムゾン・スペル3（町民）
- ダブル・バインド シリーズ（2011年 ‐ 2015年、瀬名智秋）
  - ダブル・バインド 1
  - ダブル・バインド 2
  - アウトフェイス ダブル・バインド外伝

2012年
- 召し上がれ愛を シリーズ（俊成春文）
  - 召し上がれ愛を ※月刊ディアプラス12年04月号付録
  - 召し上がれ愛を

- どうにもなんない相思相愛（源二）
- フラッター（吉野耀）
- できちゃった男子 ハーレム編（田中健斗）
- 僕はすべてを知っている シリーズ（2012年 ‐ 2017年、加賀清史）
  - 僕はすべてを知っている
  - 僕はすべてを知っている 2
  - 僕はすべてを知っている 3（加賀清史）

- 秋山くん（梶原、男性客）

2013年
- プレイゾーン 〜肉食彼氏と快感天使〜（篠原幸史）
- 無慈悲なアナタ（桐屋）
- NightS（仲屋）
- 妄想エレキテル4（七海）
- 男の妊娠（妊"夫"・昴） - JUNK! BOY なつやすみ号 2013付録CD
- だってまおうさまは彼が嫌い シリーズ（2013年 ‐ 2016年、眞王）
  - だってまおうさまは彼が嫌い
  - だってまおうさまは彼が嫌い 2
  - だってまおうさまは彼が嫌い 3巻 ミニドラマ付
  - だってまおうさまは彼が嫌い 3

- 囀る鳥は羽ばたかない シリーズ（2013年 ‐ 2021年、七原）
  - 囀る鳥は羽ばたかない
  - 囀る鳥は羽ばたかない 2
  - 囀る鳥は羽ばたかない 3
  - 囀る鳥は羽ばたかない 4
  - 囀る鳥は羽ばたかない 5
  - 囀る鳥は羽ばたかない 6
  - 囀る鳥は羽ばたかない 7

- 僕らの三ツ巴戦争（新田京介）
- きみの目をみつめて（英奎吾、医師）
- 茅島氏の優雅な生活 上（2013年 ‐ 2014年、茅島澄人）
  - 茅島氏の優雅な生活 下

- 愛の巣へ落ちろ!（2013年 ‐ 2016年、七雲陶也）
  - 愛の裁きを受けろ!（七雲陶也）

- 嘘みたいな話ですが（中村聡）

2014年
- 大正メビウスライン PORTABLE 初回特典（千家伊織）
- 花のみぞ知る（川端聡、男子学生B、会社員）
- くちづけは嘘の味（2014年 ‐ 2015年、槙尾ひじり）
  - くちづけは嘘の味 2

- いやらしの彼 〜レオパード白書4〜（目黒鉄狼）
  - レオパード白書 ※月刊ディアプラス14年08月号付録

- いかさまメモリ（佐伯）
  - いかさまメモリ ※シェリプラス2014ナツ号付録

- チョコストロベリーバニラ（峰岸克也）
- いつも王子様が♥（佐原宏太郎）
- なんか、淫魔が見えちゃってるんですけど（篠澤京晟）
- 花鳥風月 シリーズ（2014年 ‐ 2015年、黒井沢斗）
  - 花鳥風月（黒井沢斗）
  - 花鳥風月 2
  - 花鳥風月 3

- 明け方に止む雨（里村）
- 10DANCE（2014年 ‐ 2019年、杉木信也）
  - 10DANCE 5巻 特装版CD付

- ヤンデレ天国BLACK 〜真誠学園生徒会編〜（東奈敦）
- 碧の王子 〜Prince of Silva〜（ガブリエル）
- 催眠術入門（安藤龍彦）
- 青年発火点（古賀）

2015年
- イエスタデイをかぞえて（椿武彦）
- オタクくんの憂鬱（高垣昇太）
  - インテリ君の恋病

- 誤算のハート（2015年 - 2022年、烏童隆之）
  - 終わらない不幸についての話
  - やまない不幸の終わらせ方

- 魔女っ子少年マジカルピース（深青勇魚 / マギ・ビショップ）
- 何かいいの見つけた!（大杉善治）
- 純愛えろ期（花江太郎）
  - 相愛えろ期

- 新装版 Nobody Knows（モドル）
- 吐息はやさしく支配する（芳野和以）
- 寄越す犬、めくる夜 1（2015年 ‐ 2016年、新谷）
  - 寄越す犬、めくる夜 2

- 声はして涙は見えぬ濡れ烏（烏生田凛）
- 東京陰陽師 〜天現寺橋怜の場合〜 V Edition 初回特典（四谷）
- 彼らの恋の行方をただひたすらに見守るCD「男子高校生、はじめての」シリーズ（2015年 ‐ 2020年、北谷映一）
  - 「男子高校生、はじめての」〜第3弾 生徒会役員の密かな謀〜
  - 「男子高校生、はじめての」after Disc 〜交際中！〜
  - 「男子高校生、はじめての」〜Summer vacation 2018〜
  - 「男子高校生、はじめての」after Disc 〜First blessing〜
  - 「男子高校生、はじめての」オールコンビネーションCD vol.1

- あまくてしんじゃうよ（鎌ヶ谷行広）
- 嘘つき溺愛ダーリン（高遠晴久）

2016年
- 孤独な鷹は人恋しくて（西成勇誠）
- 俺と上司の恋の話（徳永親）
- 四代目・大和辰之（小鹿望）
  - 四代目・大和辰之 ※シェリプラス2016-09月付録

- 愛はじ。―おつき愛はじめました― vol.3（内海崎夏樹）
- 優男とサディスティック（吉野桜次）
- すみれびより（西澤浩一郎）
  - すみれびより ※小説ディアプラス2017フユ 付録CD

- 言いなり（本川剛彦）
- 木嶋くんのキケンな学園祭 限定版CD付（立花壮祐）
  - 木嶋くんのドキドキお泊まり 限定版CD付

- ヤリチン☆ビッチ部 シリーズ（2016年 ‐ 2023年、田村）
  - ヤリチン☆ビッチ部
  - ヤリチン☆ビッチ部 2
  - ヤリチン☆ビッチ部 ミニドラマCD ルチル連動フェア
  - ヤリチン☆ビッチ部 3
  - ヤリチン☆ビッチ部 4
  - ヤリチン☆ビッチ部 5

- 恋とはバカであることだ（真木信二）
- 篠田新宿探偵事務所 case2.同い年の恋の場合（逢見隆浩）
- カラーレシピ シリーズ（2016年 ‐ 2019年、福介）
  - カラーレシピ
  - カラーレシピ ※月刊ディアプラス19年06月号付録
  - カラーレシピ 2

- ふたりの息子に狙われています シリーズ（2016年 ‐ 2019年、レン）
  - ふたりの息子に狙われています
  - ふたりの息子に狙われています ※シェリプラス2018-05月号付録
  - ふたりの息子に狙われています 2
  - ふたりの息子に狙われています ※シェリプラス2020-01月号付録

- 5人の王I 前篇（2016年 ‐ 2017年、シアン）
  - 5人の王I 後篇

- キャンディミルク（上杉〈兄〉）

2017年
- 本日中にお召し上がりください（上田龍吾）
- 恋するインテリジェンス2（奥名治広）
- ゆとり部下になめられています（2017年 ‐ 2018年、梶山隆）
  - ゆとり部下になめられています 2

- かしこまりました、デスティニー シリーズ（2017年 ‐ 2018年、宮内一郎）
  - かしこまりました、デスティニー side:Master（宮内一郎）
  - かしこまりました、デスティニー side:Butler
  - かしこまりました、デスティニー -Answer-

- 秋山くん シリーズ（2017年 ‐ 2022年、秋山佑二）
  - 秋山くん
  - 秋山くん second
  - 秋山くん final

- 好物はいちばんさいごに腹のなか（2017年 ‐ 2018年、ノア）
  - 好物はこっそりかくして腹のなか

- 恋する暴君7（真崎順也）
- ササクレ・メモリアル（矢嶋滋）
- 鈍色ムジカ（九条克幸）
- 俺のパンツが人質にとられています（野島春真）
- 鴆 -ジェン-（2017年 - 2018年、フェイ）
  - FIFTH AVENUE 15th Anniversary Petit Drama CD Team:A

- 真夜中ラブアライアンス（2017年 ‐ 2020年、はじめ）
  - 真夜中ラブアライアンス DEEP

- Life 線上の僕ら（2017年 - 2018年、西夕希）
  - FIFTH AVENUE 15th Anniversary Petit Drama CD Team:F

- サヨナラゲーム シリーズ（2017年 ‐ 2021年、有村郁夫）
  - サヨナラゲーム ※月刊ディアプラス17年08月号付録
  - サヨナラゲーム
  - チェンジワールド ※月刊ディアプラス18年09月号付録
  - チェンジワールド
  - ラブネスト 上
  - ラブネスト 下
  - ラブネスト 2nd 上
  - ラブネスト 2nd 下

2018年
- サヴィル・ロウの誘惑（紫垣蛍）
- たどるゆび（相原涼）
- フルーツ、ガトーショコラ（椎名航生）
- アワーハウスラブトラブル（海道響）
- コヨーテ シリーズ（2018年 - 2022年、マレーネ）
  - コヨーテ I
  - コヨーテ II 限定版CD付
  - コヨーテ ミニドラマCD ダリア 2018 10月号付録
  - コヨーテ II
  - コヨーテ III 限定版CD付
  - コヨーテ ミニドラマCD ダリア 2020 8月号付録
  - コヨーテ III
  - コヨーテ IV 限定版CD付
  - コヨーテ ミニドラマCD ダリア 2022 2月号付録
  - コヨーテ IV

- ただのクラスメイトから恋人になるたった1つの方法 Method.3（仙波獅貴）
- テオ-THEO-（レイ）

2019年
- 因果性のベゼ（皆本たまき）
- 雷神とリーマン 四巻 特装版CD付（大村）
- 恋が落ちたら（2019年 - 2022年、伊瀬祐樹）
  - 恋が満ちたら

- LOVE HOLE 101号室 〜テッペン↑超えちゃって〜（桐谷俊輔）
- 黒か白か 1（多々良賢悟）
  - 黒か白か 2

- とろけるくちびる（2019年 - 2021年、相原涼）
  - とろけるくちびる more melty

- 30歳まで童貞だと魔法使いになれるらしい シリーズ（2019年 - 2021年、柘植将人）
  - 30歳まで童貞だと魔法使いになれるらしい
  - 30歳まで童貞だと魔法使いになれるらしい 第2巻
  - 30歳まで童貞だと魔法使いになれるらしい 第3巻

- リンク アンド リング（別所）

2020年
- ご利用は計画的に（五代愛美）
- 少年の境界（大我）
- オールドファッションカップケーキ（2020年 - 2021年、野末）
  - オールドファッションカップケーキ with カプチーノ

- 十二支色恋草子（乃木）
- 不実で不毛な恋の咬み痕（ラーク・カルヴィン）
- こんなの運命じゃないから勘違いしないで 上（数又光悦）
- ブライト・プリズン-学園の美しき生け贄- 第2部 特典CD（2020年 - 2021年、柏木）
  - ブライト・プリズン-学園の禁じられた蜜事- 第3部 特典CD

2021年
- リバース Re:birth（化野円）
- 濡れトロ3P 大人のオモチャモニター 上巻（高瀬夏己）
  - 濡れトロ3P 大人のオモチャモニター 下巻

- 運命の番がお前だなんて（虎谷陽斗）
  - 運命の番がお前だなんて ※月刊ディアプラス21年08月号付録

- 森のくまさん、冬眠中。（ノワ） - ドラマCD付き特装版

2022年
- イケメンの先輩が実は童貞で純情でした（斎条伊吹）
- 小林先輩は女の子でシたい（高津将吾）
- 副音声はうるさい十分に（西田）
- ヒーリングパラドックス（岸辺一舞）
- 夜明けの唄1（2022年－2024年、領主）
  - 夜明けの唄3（シヨン）
  - 夜明けの唄3

- 鬼上司・獄寺さんは暴かれたい。2（猿渡風真）
- 鬼と天国（天獄学）
- ごちそうΩはチュウと鳴く（宇迦野忍）
- 腐男子召喚〜異世界で神獣にハメられました〜（桜庭遥 / ハル） - 6巻付属CD
- ドラスティックfロマンス（皇）

2023年
- スモーキーネクター Renew（2023年ー2024年、蔵持慶崇）
  - ドメスティックビースト

- 息できないのは君のせい3（三好）
  - 息できないのは君のせい4

- いけにえもんぜんばらい（大蛇）
- 夜画帳 ※4巻アニメイト限定セットミニドラマCD付（スンホ）
- 拒まない男（白石律）
- 子連れΩ暴君ヤクザ（更木龍河）
- 躾けてとかして暴いて愛でて（姫縞叶）

2024年
- ロマンチック・ラメント（2024年－2025年、伴煌臣）
  - ロマンチック・ラメント sequel

- ヤンキーはなちゃんの猫かわいがり彼氏（小田切清丸）
- 抱かれたい男1位に脅されています。9（奏出）

2025年
- フェロモホリック（海野鋭司）

#### 音声配信
- 彼らの恋の行方をただひたすらに見守るCD「男子高校生、はじめての」シリーズ（北谷映一）
  - 「男子高校生、はじめての」soloeteボイスアクリルキーホルダー
  - 「男子高校生、はじめての」〜First Steady〜

### 朗読・シチュエーションCD
- あやかしごはん もぐもぐCDシリーズvol.4『真夏くんと朝ごはんもぐもぐCD』（芹ケ野真夏[457]）
- アロマな彼氏 vol.10 マンダリン（早川温[458]）
- オネェCD 〜CHU〜 vol.2 オネェ料理人・メグ姉（大鷹恵[459]）
- 渇望メソッド、こない待ち人 vol.3 双子の兄（春木[460]）
- カレの悪夢に囚われるCD 「グリム街の王子様」 第六夜 グレーテル（グレーテル[461]）
- かわのじでおやすみ（樫山陽斗[462]）
- 感応時間13 〜自動化された楽園〜（工場長[463]）
- 幻妖綺〜天狗ノ契リ〜（鞍馬天狗[464]）
- 恋色始標 FILM.4 三上寿之（三上寿之[465]）
- 恋色始標 Sweet Days FILM.2 三上寿之（三上寿之[466]）
- Theatrium 虚像の庭 escapeIV 楯貫翔麻（楯貫翔麻[467]）
- 大正浪漫 〜禁断の恋〜vol.1陸軍少尉の彼（土屋光春[468]）
- つまりはLOVEということで4-A（志賀泰典[469]）
- つまりはLOVEということで4-B（志賀泰典）
- どっちの彼が好きですか？vol.4（市川融、森島加那[470]）
- 匂いまで愛されるCD 薔薇の香水師 No.06 紫雲アヤメ（紫雲アヤメ[471]）
- Bathtime lovers VOL.01 同年(タメ)の彼 YUKI（設楽祐樹[472]）
- Honeymoon vol.15 広瀬透（広瀬透[473]）
- 東浦家の休日vol.2 父と叔父編（東浦春樹[474]）
- 羊でおやすみシリーズ vol.25「ぐっすり眠れる実験をしようよ」
- ふたり、温めあうCD「春告と雪息子」第五章 ハクマ（ハクマ[475]）
- 僕に決めた！九鬼のハッピーライフ。（秋元紬[476])
- My Sweet Hubby vol.5 恋塚 颯太（恋塚颯太[477]）
- My Dearest Tales-キミと綴る戀物語- Vol.2 花澄コウ（花澄コウ[478]）
- もののけマンション 401号あかなめ（湯乃葉[479]）
- ラブネットチューン Type-01 粉雪（粉雪[480]）

### デジタルコミック
- VOMIC めだかボックス（2010年、日向）
- 今日も明日も、君と（2022年、桐野晃[481]）
- ばらとたんぽぽ（2023年、夏目朝春[482]）
- 夜伽の双子－贄姫は二人の王子に愛される－（2023年、アーム[483]）
- 極道さんはパパで愛妻家（2023年、雨宮佐知[484]）
- 幼なじみがドMでツンデレなんですが（2024年、斎条伊吹[485]）

### 吹き替え

#### 映画
- アルビン2 シマリス3兄弟 vs. 3姉妹
- 1941（ウォーリー・スティーヴンス〈ボビー・ディ・シッコ〉）※BD版
- エアベンダー
- オンリー・ザ・ブレイブ（ブレンダン・マクドナウ〈マイルズ・テラー〉）
- グリーン・ホーネット（チンピラ）
- コーチ・ラドスール 無敵と呼ばれた男（ダニー〈マシュー・ダダリオ〉）
- 心の旅路（ハリソン）
- GODZILLA ゴジラ（祈る兵士[486]）
- サンセット大通り（ホーガイ）※PDDVD版
- 桑港〜San Francisco〜（チャーリー）※PDDVD版
- シングル・オール・ザ・ウェイ（英語版）（ニック〈ファイリーモン・チェンバース〉）※Netflix版
- ステップ・アップ3（ケーブル〈ハリー・シャム・ジュニア〉）
- 戦場のメロディ（ハン・サンヨル〈イム・シワン〉）
- ソフィア・ローレン 母の愛
- ゾラの生涯（シャルパンチェ、クレマンソー）※PDDVD版
- ゾンビキャンプ（英語版）（デーン・オライリー〈エイダン・シプリー〉）
- チーター・ガールズ3 in インド
- デンジャラス・バディ（ジェイソン・マリンズ）
- 忍者
- ハプニング
- ハリー・ポッターと死の秘宝 PART1（魔法省の男性）
- ファイナル・デッドサーキット 3D
- FRANK -フランク-（ジョン〈ドーナル・グリーソン〉）
- ホーンテッドマンション（ヴィック〈ダン・レヴィ〉[487]）
- BOLT
- ライ麦畑の反逆児 ひとりぼっちのサリンジャー（J・D・サリンジャー〈ニコラス・ホルト〉）
- LUCK

#### ドラマ
- iCarly
- ALMOST HUMAN/オールモスト・ヒューマン #11（ニコ）
- エデンの東
- ギルモア・ガールズ
- コールドケース6（フランシスコ）
- ザ・チューダーズ2
- SUPERGIRL/スーパーガール（モン＝エル〈クリス・ウッド〉）
- スーパーナチュラル（ギャヴィン・マクラウド〈テオ・デヴァニー〉）
  - シーズン9 第21話
  - シーズン12 第13話
- 太陽の女（チャニョン）
- デッド・ゾーン シーズン5
- 24 -TWENTY FOUR- シーズン6
- ドールハウス Dollhouse
- Dr.HOUSE（ロバート・チェイス〈ジェシー・スペンサー〉）
- NUMBERS 天才数学者の事件ファイル シーズン2 #11
- 韓国版 花より男子〜BoysOverFlowers〜
- THE 100/ハンドレッド（フィン・コリンズ〈トーマス・マクドネル〉）
- ビッグバン★セオリー ギークなボクらの恋愛法則（ラジェッシュ・"ラージ"・クースラポリ〈クナル・ネイヤー〉）
- 4400 未知からの生還者
- THE FLASH/フラッシュ（ロニー・レイモンド〈ロビー・アメル〉）
- THE BRIDGE/ブリッジ シーズン3〜ファイナルシーズン（ヘンリック・セアボー〈トゥーレ・リントハート〉）
- ヘムロック・グローヴ（2015年、ピーター・ルマンセック）※Netflix版

#### アニメ
- ボルト（2008年）
- あぁ、レイモンド!（2009年、レイモンドの父）
- チャギントン（2009年）
- すすめ!オクトノーツ（2010年、シェリントン）
- シュレック フォーエバー（2010年、城の男）
- バットマン:ブレイブ&ボールド（2011年、ロビン / ダミアン・ウェイン）
- 超ロボット生命体 トランスフォーマー プライム（2013年、スモークスクリーン、エスツー）
- マイリトルポニー〜トモダチは魔法〜（2013年、ブレイバーン）
- 悪魔バスター★スター・バタフライ（2015年、マルコ・ディアス[488]）
- ANISAVA（2016年、ジェイク[489]）
- ドラゴンズドグマ（2020年、テオ[490]）
- オクトノーツと地上のミッション（2021年、シェリントン）
- 百妖譜（2024年、雷神）

### 特撮
- 機界戦隊ゼンカイジャー（2021年、サカサマワルドの声[491]）

### ラジオ
※はインターネット配信。
- 屍鬼Webラジオ「外場村役場村民放送」（2010年 - 2011年、アニメイトTV※）
- ラストエグザイル カルタッファル通信 第7回 アデス連邦通（2012年、HiBiKi Radio Station※）
- サンラジオ・レジデンス（2012年 - 2013年、アニメイトTV※、不定期パーソナリティ）
- 喧嘩番長6 ニコ生!!夜露死苦!!!（2014年 - 2015年、ニコニコ生放送※）[492]
- OZMAFIA!!ぐだぐだレイディオ（2014年 - 、YouTube※、不定期パーソナリティ）
- K of Radio 4th（2015年、アニメイトTV※、不定期パーソナリティ）
- 監獄ラジオ学園（2015年、音泉※）
- はんだらじお 〜島﨑信長と興津和幸のきっさマウンテンで待ち合わせ〜（2016年、アニメイトタイムズ※、アニメイトチャンネル※、dアニメストア※）
- 興津和幸のどうぞオキツカいなく！（2017年 - 、YouTube※、ニコニコ動画※）[493]
- JOESTAR RADIO（2020年、YouTube※・音泉※）[494]

### ラジオ・トークCD
- とらドラ! DJCD Vol.3（アーカイブゲスト#27、#28）
- 屍鬼 BD/DVD 3巻 完全生産限定版特典CD：屠怨苦CD「沙子の部屋 II」
- ラジオCD「ラグラジ! 〜石原夏織と瀬戸麻沙美の『輪廻のラグランジェ』Webラジオ〜」 Vol.2(新規録り下ろしゲスト、通常配信回ゲスト#15)
- 蒼きラジオのアルペジオ[495]
  - ラジオCD 「蒼きラジオのアルペジオ」 Vol.1（アーカイブゲスト第7回）
  - ラジオCD 「蒼きラジオのアルペジオ」 Vol.2（新規録りおろしゲスト）
  - ラジオCD「蒼きラジオのアルペジオ改」Vol.2（アーカイブゲストDepth:15、16）
  - ラジオCD「蒼きラジオのアルペジオ改」Vol.3（アーカイブパーソナリティDepth:36：Blue Steels）
  - ラジオCD「蒼きラジオのアルペジオ改」Vol.4（アーカイブゲストDepth:46）
- 立ち上がれ!僕らのヴァンガード
  - ラジオCD「立ち上がれ! 僕らのヴァンガード」 Vol.13（録りおろしゲスト）[496]
  - ラジオCD「立ち上がれ! 僕らのヴァンガード」 Vol.14（通常配信回ゲスト#163）[497]
- 近藤隆のももんがあッCD 興津和幸の怪
- 監獄ラジオ学園[498]
  - ラジオCD「監獄ラジオ学園」
  - ラジオCD「監獄ラジオ学園」TSUTAYAレンタル限定盤
  - DJCD「監獄ラジオ学園」特別編
- 熊出村 村おこし放送[499]
  - ラジオCD「熊出村 村おこし放送」Vol.1（新規録りおろしゲスト）
  - ラジオCD「熊出村 村おこし放送」Vol.2（アーカイブゲスト第10回）
- ラジオCD 「スタミュラジオ〜目指せ！ラジオスター〜」（アーカイブゲスト第7回）[500]

### ナレーション
- キッズステーション・テレビ神奈川「熱血ホビースタジアム」（CMナレーション）
- タカラトミー「ウズマジン」（CMナレーション）
- アガツマ「ドローントゥライフ」（CMナレーション）
- 「UFJセントラルリース」（CMナレーション）
- 「エスジーワナビーライブCM」（CMナレーション）
- 学習研究社「学研 保健体育教材」（CMナレーション）
- スター☆コンチェルト〜オレとキミのアイドル道〜（カック〈ナレーション〉）

### テレビ番組
※はインターネット配信。
- おはスタ（テレビ東京）熱血ホビースタジアム・騎刃士リュウ 役
- 多数決ドラマ「キノの旅 -the Beautiful World- 廃墟の国」（2016年、ニコニコ生放送※）相棒 役[501]

### 映像商品
- オトメイトパーティー♪ in メルパルクホール（2008年5月24日・25日）Live DVD ※収録は24日の回のみ。
- 人狼バトル〜人狼vs騎士〜（2014年12月24日発売）[502]
- 新シリーズ第5弾 ときめきレシピ 執事レストランへようこそ 〜興津和幸＆内田雄馬〜（2016年10月19日発売）[503]
- EVENT DVD MARINE SUPER WAVE R 2017（2018年4月25日発売）

### 舞台
以下の他、所属していた劇団『兎町十三番地』（2005年 - 2009年）の公演に出演していた。
- ひと夏のアクエリオン（2015年7月26日、ガレの声[504]）
- ミュージカル黒執事〜NOAH'S ARK CIRCUS〜（2016年11月18日 - 12月18日、ヴィンセント・ファントムハイヴ〈声の出演〉）

### 朗読劇
- オリジナル朗読劇「文豪、そして殺人鬼」（2019年12月8日、尺光輝[505]）
- 朗読劇「ブライト・プリズン 学園の禁じられた蜜事」（2021年5月29日、柏木（声の出演）[506]）
- 朗読劇「彼女が好きなものはホモであって僕ではない」（2021年9月5日、佐々木誠）

### イベント
- 興津和幸 バースデーイベント&ファン感謝祭 （2017年3月20日 - 東京カルチャーカルチャー）※本人による初の単独イベント[507]
- 興津和幸のどうぞオキツカいなく　夏の陣公開録音（2018年8月19日-荒川市民会館サンパール荒川小ホール）

### その他コンテンツ
- アイケイコーポレーション「バイク買取専門店 バイク王」（TVCM）
- 第79回全国高等学校野球選手権大会（開会式司会）
- カプコン 流星のロックマン（ウェーブライダー・カズ / MC）
- 次世代ワールドホビーフェアタカラトミーボーイズホビーフェスティバル（MC）
- タカラトミー「斬撃バトル騎刃王」（騎刃士リュウ / MC）
- フジテレビ シルク・ドゥ・ソレイユ アレグリア2（マイクヘッド / MC）
- ニコニコゲーム実況チャンネル（実況プレイレギュラーメンバー）
- 音声ドラマ 化学探偵Mr.キュリー（沖野春彦〈キュリー〉[508]）
- オーディオブック 虐殺器官（ジョン・ポール）
- PV 夜画帳（ユン・スンホ）
- 『シャドークロス』新連載PV（2020年、長尾忍[509]）
- ボイレピ♪ 朝ごはん #27 興津和幸さんの声で作る「エビピラフ」（2022年）[510]

## ディスコグラフィ

### キャラクターソング
| 発売日   | 商品名 | 歌 | 楽曲                                    | 備考                                                                                 |
| 2009年   | 2009年 | 2009年 | 2009年                                  | 2009年                                                                               |
| -------- | --- | --- | --------------------------------------- | ------------------------------------------------------------------------------------ |
| 5月27日  | コンプリイト/プリーズ フリーズ                                                                                 | 高須竜児（間島淳司）、北村祐作（野島裕史）、春田浩次（吉野裕行）、能登久光（興津和幸） | 「プレパレード（男汁MAX SINGLE ver.）」 | ゲーム『とらドラ・ポータブル!』エンディングテーマ                                    |
| 2010年   | | |                                         |                                                                                      |
| 6月16日  | デス・コネクション キャラクターソングアルバム                                                                  | メディシス（興津和幸） | 「愛しさと切なさと」                    | ゲーム『デス・コネクション』関連曲                                                   |
| 2013年   | | |                                         |                                                                                      |
| 7月31日  | 14 to 1 | ASAHINA Bros.+JULI | 「14 to 1」                             | テレビアニメ『BROTHERS CONFLICT』エンディングテーマ                                  |
| 9月20日  | BROTHERS CONFLICT キャラクターソング コンセプトミニアルバム1 オ・ト・ナ                                        | 雅臣（興津和幸）、右京（平川大輔）、要（諏訪部順一）、光（岡本信彦）、椿（鈴村健一）、梓（鳥海浩輔）、棗（前野智昭） | 「オ・ト・ナ BREAKOUT」                 | テレビアニメ『BROTHERS CONFLICT』関連曲                                              |
| 9月20日  | BROTHERS CONFLICT キャラクターソング コンセプトミニアルバム1 オ・ト・ナ                                        | 雅臣（興津和幸）、弥（梶裕貴） | 「獣耳戦隊ミミレンジャー！」            | テレビアニメ『BROTHERS CONFLICT』関連曲                                              |
| 2014年   | | |                                         |                                                                                      |
| 1月29日  | BROTHERS CONFLICT BD・DVD第6巻特典CD                                                                           | 雅臣（興津和幸）、弥（梶裕貴） | 「2 to 1［雅臣＆弥Ver.］」              | テレビアニメ『BROTHERS CONFLICT』関連曲                                              |
| 2月27日  | 『下天の華 夢灯り トレジャーBOX』キャラクターソング&サウンドトラックCD                                         | 黒田官兵衛（興津和幸） | 「至上の華」                            | ゲーム『下天の華 夢灯り』関連曲                                                      |
| 6月25日  | Purest Blue | Blue Steels | 「蒼き空の下で」                        | テレビアニメ『蒼き鋼のアルペジオ -アルス・ノヴァ-』関連曲                            |
| 7月9日   | OZMAFIA!! Character Song Vol.4 KYRIE                                                                           | キリエ（興津和幸） | 「Words are Worth」                     | ゲーム『OZMAFIA!!』関連曲                                                            |
| 12月19日 | OVA『BROTHERS CONFLICT』第1巻「聖夜」 特典CD                                                                   | 雅臣（興津和幸）、要（諏訪部順一）、光（岡本信彦）、棗（前野智昭）、侑介（細谷佳正）、風斗（KENN） | 「Brand New Venus」 「O・HA・YO」       | OVA『BROTHERS CONFLICT』関連曲                                                       |
| 12月24日 | 『ガンダムさん』エンディングテーマ「ガンダムさん音頭」                                                         | シャアさん（小西克幸）、アムロさん（代永翼）、ブライトさん（置鮎龍太郎）、ガルマさん（興津和幸） | 「ガンダムさん音頭」                    | テレビアニメ『ガンダムさん』エンディングテーマ                                       |
| 2015年   | | |                                         |                                                                                      |
| 1月28日  | I LOVE YOUが聞こえない                                                                                         | ASAHINA Bros.+JULI | 「I LOVE YOUが聞こえない」              | OVA『BROTHERS CONFLICT』エンディングテーマ                                           |
| 1月28日  | Blue Snow | Blue Steels | 「アルペジオ」                          | 劇場アニメ『劇場版 蒼き鋼のアルペジオ -アルス・ノヴァ- DC』関連曲                    |
| 8月5日   | 愛のプリズン                                                                                                   | 監獄男子 | 「愛のプリズン」                        | テレビアニメ『監獄学園』オープニングテーマ                                           |
| 8月5日   | 罪深き俺たちの讃歌                                                                                             | 監獄男子 | 「罪深き俺たちの讃歌」                  | テレビアニメ『監獄学園』エンディングテーマ                                           |
| 9月15日  | Blue Destiny                                                                                                   | Blue Steels | 「変わらない場所」                      | 劇場アニメ『劇場版 蒼き鋼のアルペジオ -アルス・ノヴァ- Cadenza』関連曲               |
| 11月4日  | ☆SHOW TIME 5☆team鳳&team柊                                                                                     | team柊 | 「Caribbean Groove」                    | テレビアニメ『スタミュ』劇中歌                                                       |
| 11月11日 | ☆SHOW TIME 6☆team鳳&team柊                                                                                     | team柊 | 「アヤナギ・ショウ・タイム」            | テレビアニメ『スタミュ』劇中歌                                                       |
| 11月18日 | ☆SHOW TIME 7☆team柊&辰己琉唯×申渡栄吾                                                                          | team柊 | 「スター・オブ・スター！」              | テレビアニメ『スタミュ』劇中歌                                                       |
| 11月25日 | ☆SHOW TIME 8☆team鳳&戌峰誠士郎×卯川 晶                                                                         | 戌峰誠士郎（興津和幸）、卯川晶（松岡禎丞） | 「キラメキラキラ☆」                     | テレビアニメ『スタミュ』関連曲                                                       |
| 11月25日 | 青春×機関銃 BD・DVD第3巻 初回限定盤特典スペシャルCD                                                            | ホシシロ | 「See you at ×××」                      | テレビアニメ『青春×機関銃』イメージソング                                            |
| 2016年   | | |                                         |                                                                                      |
| 2月17日  | BLUE | Blue Steels | 「エガオマニア」 「始まりの終わり」     | テレビアニメ『蒼き鋼のアルペジオ -アルス・ノヴァ-』関連曲                            |
| 2月24日  | 青春×機関銃 BD・DVD第6巻 初回限定盤特典スペシャルCD                                                            | トイ☆ガンガン、ホシシロ | 「白黒つけてやろうじゃないか（仮）」    | テレビアニメ『青春×機関銃』イメージソング                                            |
| 5月25日  | KUMAMIKO DANCING                                                                                               | 雨宿まち（日岡なつみ）、クマ井ナツ（安元洋貴）feat. 熊出村のみなさん | 「KUMAMIKO DANCING」                    | テレビアニメ『くまみこ』エンディングテーマ                                           |
| 6月24日  | くまみこ 壱 -くまぼっくす- 初回生産特典CD                                                                      | クマ井ナツ（安元洋貴）、雨宿良夫（興津和幸） | 「KU-MA-DE LOVER」                      | テレビアニメ『くまみこ』関連曲                                                       |
| 7月27日  | OVAスタミュ BD・DVD第1巻特典CD                                                                                 | team柊 | 「C☆ngratulations!〜team柊Ver.〜」      | OVA『スタミュ』エンディングテーマ                                                    |
| 9月21日  | OVAスタミュ BD・DVD第2巻特典CD                                                                                 | team柊 | 「ユメ・イロ〜team柊Ver.〜」            | OVA『スタミュ』オープニングテーマ                                                    |
| 10月5日  | はんだくん キャラクターソングミニアルバム                                                                      | 川藤鷹生（興津和幸） | 「Friend & Ship」                       | テレビアニメ『はんだくん』関連曲                                                     |
| 2017年   | | |                                         |                                                                                      |
| 1月27日  | 『壁ドン！SONG♪』シリーズ9th「そのカレ、那珂川裕晴」                                                           | 那珂川裕晴（興津和幸） | 「Little Heartache」                    |                                                                                      |
| 4月12日  | ☆2nd SHOW TIME 2☆ アンシエント&team柊                                                                          | team柊 | 「カメレオン・スター！」                | テレビアニメ『スタミュ』第2期挿入歌                                                  |
| 6月14日  | ☆2nd SHOW TIME 11☆ team鳳&team柊                                                                               | team柊 | 「Starship Runway」                     | テレビアニメ『スタミュ』第2期関連曲                                                  |
| 6月21日  | ☆2nd SHOW TIME 12☆ team鳳&team柊&揚羽×蜂矢×北原×南條&オールキャスト                                            | team柊 | 「Gift 〜team柊Ver.〜」                 | テレビアニメ『スタミュ』第2期関連曲                                                  |
| 6月21日  | ☆2nd SHOW TIME 12☆ team鳳&team柊&揚羽×蜂矢×北原×南條&オールキャスト                                            | オールキャスト | 「Gift 〜カーテンコール〜」             | テレビアニメ『スタミュ』第2期挿入歌                                                  |
| 12月6日  | 『刀剣乱舞-花丸-』歌詠全集                                                                                     | 花丸刀剣男士一同 | 「花丸◎日和！47振りver.」               | 劇場アニメ『刀剣乱舞-花丸- 〜幕間回想録〜』主題歌                                    |
| 2018年   | | |                                         |                                                                                      |
| 1月17日  | 続『刀剣乱舞-花丸-』歌詠集 其の二                                                                              | 大和守安定（市来光弘）、加州清光（増田俊樹）、へし切長谷部（新垣樽助）、今剣（山下大輝）、前田藤四郎（入江玲於奈）、にっかり青江（間島淳司）、蜂須賀虎徹（興津和幸）、陸奥守吉行（濱健人） | 「花丸印の日のもとで ver.2」            | テレビアニメ『続 刀剣乱舞-花丸-』オープニングテーマ                                  |
| 2月7日   | 続『刀剣乱舞-花丸-』歌詠集 其の五                                                                              | 蜂須賀虎徹（興津和幸）、浦島虎徹（福島潤）、長曽祢虎徹（新垣樽助） | 「みちゆき、寄り合い」                  | テレビアニメ『続 刀剣乱舞-花丸-』エンディングテーマ                                  |
| 4月18日  | 続『刀剣乱舞-花丸-』オリジナルサウンドトラック                                                                 | 蜂須賀虎徹（興津和幸）、長曽祢虎徹（新垣樽助） | 「浦島のために」 「卵ふわふわ」         | テレビアニメ『続 刀剣乱舞-花丸-』挿入歌                                              |
| 7月7日   | K SEVEN STORIES Episode 6「Circle Vision 〜Nameless Song〜」アイドルK〈Kiss!Kiss!Kiss!〉CD付全国特別共通鑑賞券 | 伊佐那社（浪川大輔）、夜刀神狗朗（小野大輔）、八田美咲（福山潤）、伏見猿比古（宮野真守）、比水流（興津和幸）、御芍神紫（森田成一） | 「Kiss!Kiss!Kiss!」                     | 劇場アニメ『K SEVEN STORIES』関連曲                                                  |
| 8月29日  | ゴクドルミュージック                                                                                           | ゴクドルズ漢組 | 「ゴクドルミュージック」                | テレビアニメ『Back Street Girls -ゴクドルズ-』オープニングテーマ                     |
| 8月29日  | ゴクドルミュージック                                                                                           | ゴクドルズ漢組 | 「星のかたち」                          | テレビアニメ『Back Street Girls -ゴクドルズ-』エンディングテーマ                     |
| 10月24日 | ソードアート・オンライン オルタナティブ ガンゲイル・オンライン BD・DVD第5巻特典CD                              | ピトフーイ（日笠陽子）、エム（興津和幸） | 「Special Amore」                       | テレビアニメ『ソードアート・オンライン オルタナティブ ガンゲイル・オンライン』関連曲 |
| 2019年   | | |                                         |                                                                                      |
| 3月27日  | ベルゼブブ嬢のお気に召すまま。 BD・DVD第4巻特典CD                                                              | ダンタリオン（悠木碧）、モレク（興津和幸） | 「つづく。」                            | テレビアニメ『ベルゼブブ嬢のお気に召すまま。』関連曲                                 |
| 8月7日   | ☆3rd SHOW TIME 6☆ team鳳×team柊×team楪×team漣&那雪シスターズ                                                   | team鳳、team柊、team楪、team漣 | 「Magic Time Maker」                    | テレビアニメ『スタミュ』第3期挿入歌                                                  |
| 8月28日  | ☆3rd SHOW TIME 9☆ team柊&申渡×虎石                                                                             | team柊 | 「GLORY+HOLLY+STORY」                   | テレビアニメ『スタミュ』第3期挿入歌                                                  |
| 9月18日  | ☆3rd SHOW TIME 12☆ team辰己&team星谷&team2年生                                                                 | team辰己 | 「MASTERPIECE」                         | テレビアニメ『スタミュ』第3期挿入歌                                                  |
| 9月18日  | ☆3rd SHOW TIME 12☆ team辰己&team星谷&team2年生                                                                 | 星谷悠太（花江夏樹）、那雪透（小野賢章）、月皇海斗（ランズベリー・アーサー）、天花寺翔（細谷佳正）、空閑愁（前野智昭）、辰己琉唯（岡本信彦）、申渡栄吾（内田雄馬）、戌峰誠士郎（興津和幸）、虎石和泉（KENN）、卯川晶（松岡禎丞）、揚羽陸（島﨑信長）、蜂矢聡（高梨謙吾）、北原廉（梅原裕一郎）、南條聖（武内駿輔） | 「我ら、綾薙学園華桜会〜NEXT STAGE〜」  | テレビアニメ『スタミュ』第3期エンディングテーマ                                      |
| 12月20日 | アイドリッシュセブン Re:member 第3巻特装版特典CD                                                               | 千（立花慎之介）、万理（興津和幸） | 「未完成な僕ら」                        | 漫画『アイドリッシュセブン Re:member』関連曲                                         |
| 2020年   | | |                                         |                                                                                      |
| 5月25日  | マルチポイント×コネクション〜稜風学園購買部〜 先生テーマソング                                                 | 嵯峨和凪知（岡本信彦）、皆尾陽臣（興津和幸） | 「ユメノツバサ」                        | ゲーム『マルチポイント×コネクション〜稜風学園購買部〜』関連曲                        |
| 10月7日  | 刀剣乱舞-ONLINE- 歌曲集と物語「あなたと 私と」                                                                 | 蜂須賀虎徹（興津和幸） | 「あなたと 私と」                       | ゲーム『刀剣乱舞-ONLINE-』関連曲                                                     |
| 10月7日  | 刀剣乱舞-ONLINE- 歌曲集と物語「あなたと 私と」                                                                 | 加州清光（増田俊樹）、歌仙兼定（石川界人）、陸奥守吉行（濱健人）、山姥切国広（前野智昭）、蜂須賀虎徹（興津和幸） | 「あなたと 私と」                       | ゲーム『刀剣乱舞-ONLINE-』関連曲                                                     |
| 2022年   | | |                                         |                                                                                      |
| 10月26日 | 「森のくまさん、冬眠中。」オンエア版DVD AnimeFestaオリジナル公式Shop限定特典主題歌CD                           | アイリ（天﨑滉平）、ノワ（興津和幸） | 「繋いだ手とぬくもりと」                | テレビアニメ『森のくまさん、冬眠中。』主題歌                                         |

### その他参加楽曲
| 発売日         | 商品名                                              | 歌       | 楽曲               | 備考                                  |
| -------------- | --------------------------------------------------- | -------- | ------------------ | ------------------------------------- |
| 2017年7月4日   | 悪魔くん                                            | 興津和幸 | 「悪魔くん」       | カラオケDAM『あにそんボーカル』配信曲 |
| 2017年11月24日 | ステラワース6周年記念テーマソング「やくそくみらい」 | 興津和幸 | 「やくそくみらい」 | ステラワース6周年記念テーマソング     |